# العلاقات الأمريكية الساموية
العلاقات الأمريكية الساموية هي العلاقات الثنائية التي تجمع بين الولايات المتحدة وساموا.

## مقارنة بين البلدين
هذه مقارنة عامة ومرجعية للدولتين:
| وجه المقارنة                                              | الولايات المتحدة                                                                                                  | ساموا                        |
| --------------------------------------------------------- | --- | ---------------------------- |
| المساحة (كم2)                                             | 9.83 مليون | 2.84 ألف                     |
| عدد السكان (نسمة)                                         | 311.58 مليون | 196.44 ألف                   |
| الكثافة السكانية (ن./كم²)                                 | 31.7 | 69.17                        |
| العاصمة                                                   | واشنطن العاصمة | أبيا                         |
| اللغة الرسمية                                             | لغة إنجليزية | لغة إنجليزية، اللغة الساموية |
| العملة                                                    | دولار أمريكي | تالا ساموي                   |
| الناتج المحلي الإجمالي (بليون دولار)                      | 19.39 تريليون | 856.63 مليون                 |
| الناتج المحلي الإجمالي (تعادل القوة الشرائية) بليون دولار | 18.04 تريليون | 1.15 مليار                   |
| الناتج المحلي الإجمالي الاسمي للفرد دولار أمريكي          | 56.12 ألف | 3.94 ألف                     |
| الناتج المحلي الإجمالي للفرد دولار أمريكي                 | 54.63 ألف | 5.79 ألف                     |
| مؤشر التنمية البشرية                                      | 0.920 | 0.702                        |
| رمز المكالمات الدولي                                      | +1 | +685                         |
| رمز الإنترنت                                              | .us، حكومة، .mil، Edu.                                                                                            | .ws                          |
| المنطقة الزمنية                                           | توقيت ساموا الأمريكية، توقيت أطلنطي موحد، منطقة زمنية وسطى، توقيت ألاسكا ‏، المنطقة الزمنية الجبلية، توقيت تشامرو ‏ | ت ع م+13:00                  |

## مدن متوأمة
في ما يلي قائمة باتفاقيات التوأمة بين مدن أمريكية وساموية:
- ترتبط كومبتون مع أبيا باتفاقية توأمة.
- ترتبط أوسيانسيدي مع آنا [الإنجليزية]‏ باتفاقية توأمة.

## منظمات دولية مشتركة
يشترك البلدان في عضوية مجموعة من المنظمات الدولية، منها:
| علم المنظمة | اسم المنظمة                               | تاريخ انضمام الولايات المتحدة | تاريخ انضمام ساموا |
| ----------- | ----------------------------------------- | ----------------------------- | ------------------ |
|             | منظمة حظر الأسلحة الكيميائية              | ?                             | ?                  |
|             | بنك التنمية الآسيوي                       | 1966                          | 1966               |
|             | الاتحاد الدولي للاتصالات                  | 1 يوليو 1908                  | 7 أكتوبر 1988      |
|             | منظمة الشرطة الجنائية الدولية             | ?                             | ?                  |
|             | المركز الدولي لتسوية المنازعات الاستشارية | 14 أكتوبر 1966                | 25 مايو 1978       |
|             | وكالة ضمان الاستثمار متعدد الأطراف        | 12 أبريل 1988                 | 27 سبتمبر 2002     |
|             | منظمة التجارة العالمية                    | ?                             | ?                  |
|             | يونسكو                                    | 4 نوفمبر 1946                 | 3 أبريل 1981       |
|             | مؤسسة التنمية الدولية                     | 24 سبتمبر 1960                | 28 يونيو 1974      |
|             | الأمم المتحدة                             | 24 أكتوبر 1945                | 15 ديسمبر 1976     |
|             | الاتحاد البريدي العالمي                   | ?                             | ?                  |
|             | البنك الدولي للإنشاء والتعمير             | 27 ديسمبر 1945                | 28 يونيو 1974      |
|             | مؤسسة التمويل الدولية                     | 20 يوليو 1956                 | 28 يونيو 1974      |

## أعلام
هذه قائمة لبعض الشخصيات التي تربطها علاقات بالبلدين:
- باول ماثيوز كليفلاند (دبلوماسي أمريكي، 25 أغسطس 1931 – )
- ديفيد هويبنر (دبلوماسي أمريكي، 1960 – )
- سكوت براون (سياسي أمريكي، 12 سبتمبر 1959 – )
- مارك غيلبرت (22 أغسطس 1956 – )
- ويليام ماكورميك (دبلوماسي أمريكي، 18 أغسطس 1939 – )

## وصلات خارجية
- موقع وزارة الخارجية الأمريكية